# Volterra
Volterra es un municipio y ciudad de la provincia de Pisa, en la región de la Toscana, Italia. Su población es de 11 307 habitantes[cita requerida].

## Geografía
Situada a una altitud de 403 metros, Volterra se halla en el corazón de Toscana, a escasa distancia de San Gimignano y de Siena. Está considerada como un santuario viviente de la arquitectura y del arte de los distintos períodos etruscos, romanos, medievales y renacentistas.[cita requerida] La histórica ciudadela, rodeada por un sólido círculo de murallas, se erige en la cima de una colina, a 545 m sobre el nivel del mar, dominando y separando los valles del Cecina y del Era.

## Historia
En el Neolítico, Volterra ya estaba habitada por el hombre. En el siglo siglo VIII a. C. fue testigo del nacimiento de la civilización etrusca en la zona. En el siglo IV a. C., al ser Velatri (su denominación etrusca) una de las principales ciudades de la “Liga Etrusca”, fue rodeada por 7 km de murallas macizas. Bajo la dominación etrusca, Velatri alcanzaría un notable desarrollo económico, llegando a registrar una población de 25 000 personas.
En el año 283 a. C., los romanos derrotan a los etruscos en la batalla de Lago Vadimone y algunos años después entra a formar parte de la Confederación Itálica, cambiando su nombre por el de Volaterrae. En el siglo V d. C., Volterra se convierte en diócesis de una extensa área territorial y se construye la primera iglesia. Durante el período Carolingio, la ciudadela pasa a estar bajo el poder del Marquesado de Toscana, quien impulsa de manera sobresaliente su desarrollo económico, social, religioso y jurisdiccional. En el siglo XIII, Volterra estuvo sumida en las luchas entre güelfos y gibelinos. Como la ciudad pertenecía a esta última fracción, la República Florentina la tomó en 1254, pasando definitivamente a estar bajo su poder en 1361. Como Florencia había ido debilitando progresivamente su gobierno autónomo y, en consecuencia, aumentando de manera desorbitada los impuestos al pueblo llano, en 1472 se desata una revuelta  denominada el saqueo de Volterra, encabezada por Giusto Landini contra la explotación de Florencia. Muchos perdieron la vida y a la ciudad se la despojó de gran parte de sus antiguos derechos. A mediados del siglo XVI, Volterra forma parte del Gran Ducado de Toscana. En 1860 el pueblo se adhiere a la Unidad de Italia.

## Monumentos
Tiene lugares muy interesantes para visitar como las ruinas de Velathri, la célebre Porta all'Arco dentro de su recinto amurallado de época etrusca y la necrópolis, así como la catedral de los siglos XII-XIII-XIV.

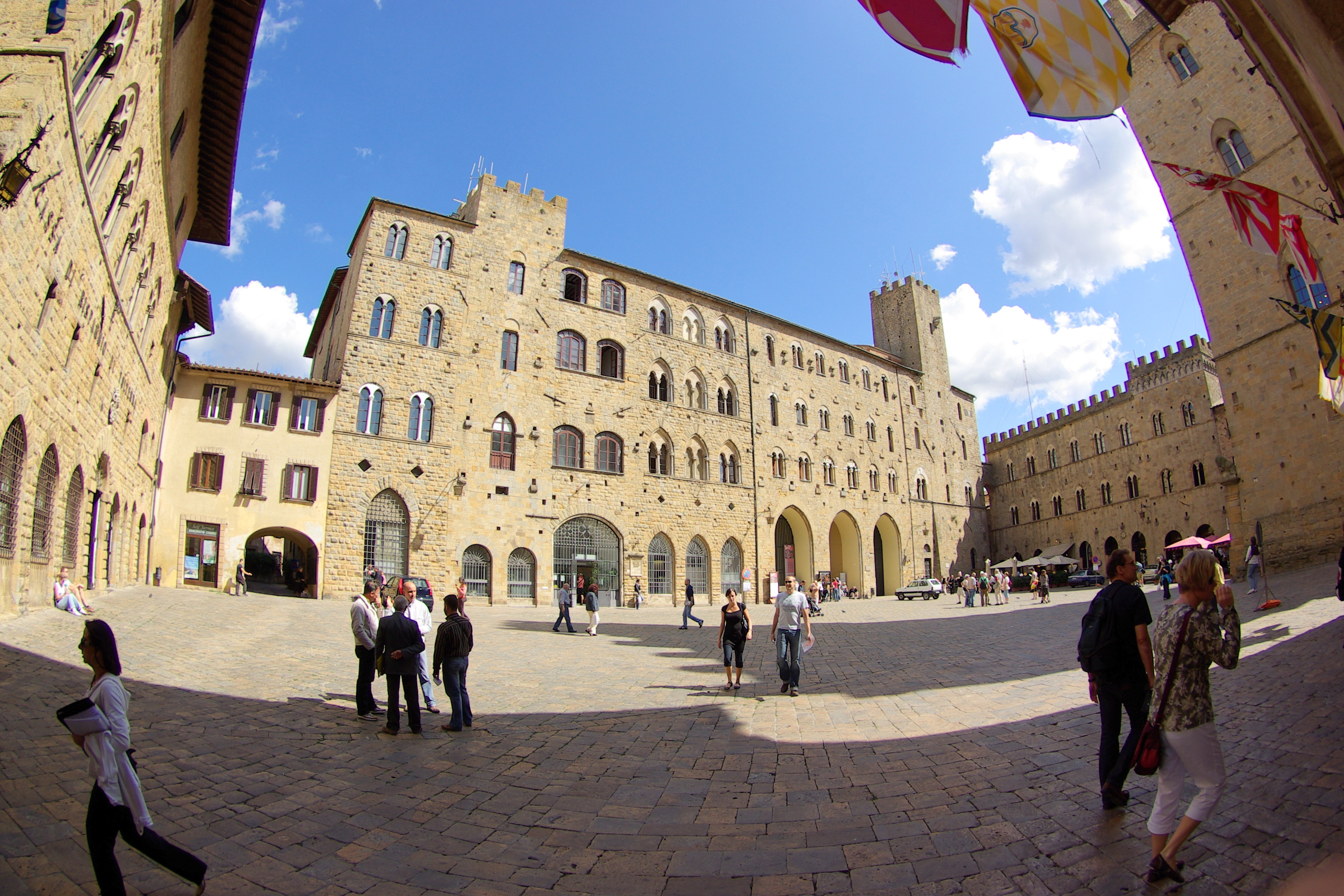
Piazza dei Priori

Además de sus murallas del siglo XII, Volterra preserva sus características medievales a causa de un trazado urbano basado en callecitas tortuosas, en casas con torres, iglesias y palacios. El Renacimiento también ejerce una influencia arquitectónica importante y, aunque en perfecta armonía con las antiguas estructuras, no altera su aspecto medieval. Su historia es indivisible de la extracción del alabastro de sus minas locales y de su artesanía. Desde tiempos remotos y a lo largo de los siglos esa producción ha constituido su mayor fuente económica y artística.
En el siglo XIX, el aristócrata Marcello Inghirami Fei, un preclaro artista local y hábil técnico, desarrolló esa actividad mediante el diseño de una nueva maquinaria para la extracción del alabastro y fundó una prestigiosa escuela donde los jóvenes aprendían una técnica avanzada para trabajar esa piedra maleable y semitransparente. Hoy en día, sigue siendo el distintivo de la cultura de Volterra, si bien ya no es su motor económico.
Entre los monumentos y lugares descatados de Volterra
- El Teatro Romano de Volterra: antiguo teatro, descubierto en los años 50. Construido en el siglo I a. C., sus gradas y la estructura del escenario aún impresionan a los visitantes.
- El Palazzo dei Priori: construido en el siglo XIII, es uno de los palacios municipales más antiguos de Toscana. Con su fachada decorada y su torre imponente, este edificio histórico sigue siendo un centro de la vida cívica y un símbolo del poder y la riqueza de Volterra en la Edad Media.
- La Catedral de Santa Maria Assunta: destaca por su mezcla de estilos arquitectónicos, incluyendo románico y renacentista.
- El Baptisterio de San Giovanni: con su impresionante fuente bautismal y su sencilla pero elegante arquitectura, ofrece un espacio de reflexión y es un ejemplo exquisito del arte religioso de la región.
- Fortaleza Medicea: construida por la familia Medici, es un recordatorio del poderoso legado de esta dinastía en Toscana. Aunque partes de la fortaleza son ahora un establecimiento penitenciario, su arquitectura y su historia siguen siendo accesibles y fascinantes para los turistas.

## Demografía
| Gráfica de evolución demográfica de Volterra entre 1861 y 2001 |
|                                                                |
| Fuente ISTAT - elaboración gráfica de Wikipedia                |